# Micropterus notius
Micropterus notius је зракоперка из реда Perciformes. 

## Угроженост
Ова врста је на нижем степену опасности од изумирања, и сматра се скоро угроженим таксоном.

## Распрострањење
Сједињене Америчке Државе (само државе Флорида и Џорџија) су једино познато природно станиште врсте.

## Станиште
Станиште врсте су слатководна подручја.